# Bai Ling
Bai Ling (chino simplificado: 白灵, chino tradicional:白靈, pinyin: Bái Líng; Chengdu, 10 de octubre de 1966) es una actriz china nacionalizada estadounidense. Su nombre "Bai Ling" significa "Luz/Espíritu Blanco."

## Biografía
Bai Ling nació en Chengdu, China, durante la Revolución Cultural. Su padre era profesor de música y su madre actriz de teatro y bailarina. Sus padres, a causa de sus profesiones, fueron maltratados durante la revolución y Bai se mudó a vivir con su abuela.
Durante su servicio militar como miembro del Ejército Popular de Liberación, fue enviada al Tíbet por 3 años. Su principal ocupación consistía en participar en las actividades de entretenimiento como miembro de un grupo de teatro musical del ejército.
Según fue creciendo y madurando, su carácter rebelde le causó problemas con el gobierno. Bai fue acusada de insubordinación por uso excesivo de alcohol y tabaco. Hacia el final de su servicio militar fue hospitalizada por depresión.
En 1991 Bai fue a Nueva York, Estados Unidos, al departamento de películas de la Universidad de Nueva York. Una vez allí obtuvo un visado que le permitió permanecer en los Estados Unidos hasta que se naturalizó en 1999.

## Carrera profesional
Bai ha actuado en siete grandes producciones cinematográficas además de muchas obras de teatro. Su actuación más celebrada en el cine chino fue ”Hu Guang,” y ”Red Corner” es considerada la película de su lanzamiento en el cine de habla inglesa.
Tuvo la oportunidad de trabajar con Brandon Lee en el film The Crow, donde Lee falleció en el set de filmación.
Bai participó en Star Wars Episodio III, La venganza de los Sith asumiendo el rol de la senadora Brana Breemu, pero sus escenas fueron eliminadas de la versión final. Ella alega que el motivo de esto fue su aparición posando desnuda en la edición de junio de 2005 de la revista Playboy, hecho que coincidía con la fecha de lanzamiento de la película. El director de la película George Lucas niega esto último, aludiendo que el corte de las escenas de Bai se había hecho mucho antes.
La revista americana People nombró a Bai entre las "50 personas más bellas del mundo" en 1998.
Bai Ling también trabajó en el capítulo 9 de la tercera temporada (3x09 - Stranger in a Strange Land) de "Perdidos" ("Lost"), en donde interpretaba el papel de Achara, una joven con quien Jack mantuvo una relación.
También hace la voz de Mui en la versión doblada al inglés de la película Shaolin Soccer.
En 2013, Bai disfrutó de un resurgimiento profesional con la película The Gauntlet también conocida como Game of Assassins, que le valió el Premio a la Mejor Actriz en el Festival de Cine de Hollywood en Los Ángeles y en el Festival de Cine Asiático de 2014. Además, por Speed Dragon, recibió el Premio al Mejor Largometraje en el Festival Internacional de Cine y Video Independiente de Nueva York. A finales de 2014, Bai protagonizó junto a David Arquette en The Key, la adaptación de Jefery Levy de la novela del Premio Nobel Jun'ichirō Tanizaki. En octubre de 2014, Bai fue miembro del jurado en la sección "India Gold 2014" del Festival de Cine de Bombay.

## Vida personal
En entrevistas otorgadas al New York Daily News y la revista americana FHM se ha proclamado bisexual.
El 13 de febrero de 2008 fue arrestada en el aeropuerto internacional de Los Ángeles por robar en una tienda de artículos de regalo.

## Filmografía
- Shan cun feng yue (1987)
- Hu guang (1988)
- The Crow, como Myca (1994)

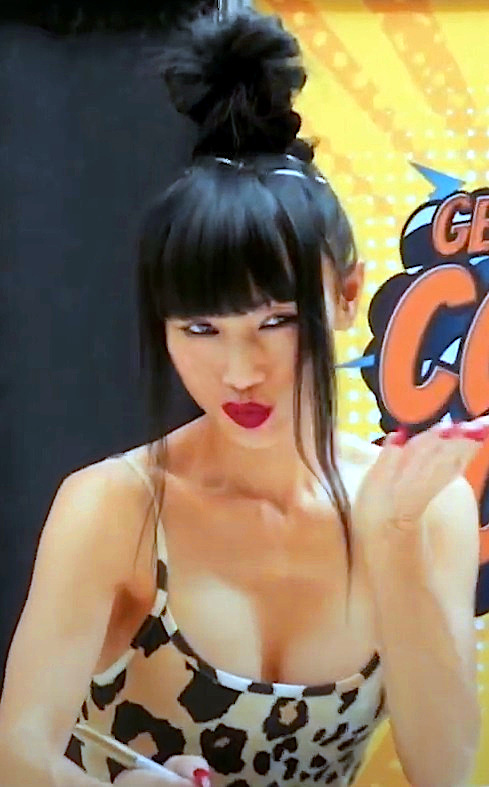
Bai Ling, German Comic Con 2019

- Nixon, como intérprete china (1995)
- Fin de semana mortal (Dead Weekend) (1995)
- Dead Funny (1994)
- Red Corner, como Shen Yuelin (1997)
- Somewhere in the City (1998)
- Anna and the King (1999)
- Wild Wild West (1999)
- Row Your Boat (2000)
- The Lost Empire (2001)
- The Breed (2001)
- Shaolin Soccer, como Mui [actriz de voz] (2001)
- Storm Watch (2002)
- Point of Origin (2002)
- Face (2002)
- 2003 MTV Movie Awards (2003)
- The Extreme Team (2003)
- Paris (2003)
- Taxi 3 (2003)
- Three... Extremes: Dumplings (2004)
- Sky Captain and the World of Tomorrow (2004)
- She Hate Me, como Oni (2004)
- My Baby's Daddy (2004)
- The Beautiful Country (2004)
- But Can They Sing? (2005)
- Lords of Dogtown (2005)
- Star Wars Episodio III, La venganza de los Sith (2005)
- Man About Town (2006) de Mike Binder
- Southland Tales (2006)
- Lost, como Achara; en el episodio "Stranger in a Strange Land" (2007)
- Living & Dying, como Nadia (2007)
- Shanghai Baby, como Coco (2007)
- The Gene Generation, como Michelle (2007)
- The Hustle (2008)
- A Beautiful Life, como Esther (2008)
- Dim Sum Funeral, como Dede (2008)
- Crank 2, como Ria (2009)
- Toxic, como Lena (2010)
- Love Ranch, como Samantha (2010)
- Pai mai chun tian, como Zhang Qian (2010)
- Chain Letter, como Jai Pham (2010)
- Magic Man, como Samantha (2010)
- Petty Cash, como Coco (2010)
- Locked Down, como Guardia Flores (2010)
- The Bad Penny, como Nok (2011)
- The Being Frank Show  [serie de TV] 2 episodios (2010–11)
- Hawaii Five-0 [serie de TV], como Esmeralda; 1 episodio (2012)
- The Confidant, como Black (2012)
- Clash of the Empires, como Laylan (2013)
- Yellow Hill: The Stranger's Tale, como The Stranger; como actriz y guionista (2013)
- Speed Dragon, como Jackie; como actriz y prod. ejecutiva (2013)
- The Gauntlet (Game of Assassins), como Kim Lee (2013)
- American Girls, como Amanda Chen (2013)
- Blood Shed, como Lucy (2014)
- Assassin's Game, como The Bodyguard (2014)
- The Key, como Ida (2014)
- 6 Ways to Die, como June Lee (2015)
- Call Me King, como Li Soo (2015)
- Finding Julia, como ZiZi (2015)
- ABCs of Superheroes, como Galvana (2015)
- Boned, como The Mistress (2015)
- Samurai Cop 2: Deadly Vengeance, como Doggé Sakamoto (2015)
- Everlasting, como Cristiane (2016)
- Better Criminal, como Miss Jasmine Feng (2016)
- Maximum Impact, como Scanlon (2017)
- Sharknado 5: Aletamiento global, como Mira (2017)
- Barbee Rehab [serie de TV] 2 episodios (2018)
- Dead Ringer, como April (2018)
- Hustle Down, como Crystal (2021)